# Pietre runiche del Baltico
Le pietre runiche del Baltico sono delle pietre runiche Variaghe erette in memoria di uomini che presero parte a spedizioni di pace o di guerra attraverso il Mar Baltico, dove oggi sorgono Finlandia e Paesi Baltici.
Tra le altre pietre runiche che raccontano le spedizioni vichinghe si possono citare le Pietre runiche della Grecia, le Pietre runiche d'Italia e le Pietre runiche di Ingvar (erette in onore o memoria di coloro che raggiunsero il Mar Caspio con Ingvar il Viaggiatore)..
La lista che segue è tratta dal progetto Rundata. Le trascrizioni in lingua norrena sono spesso in dialetto svedese e danese per facilitare il paragone con le iscrizioni, mentre la traduzione in inglese fornita dal Rundata fornisce i nomi nel dialetto standard (islandese e norvegese):

## Uppland

### U 180

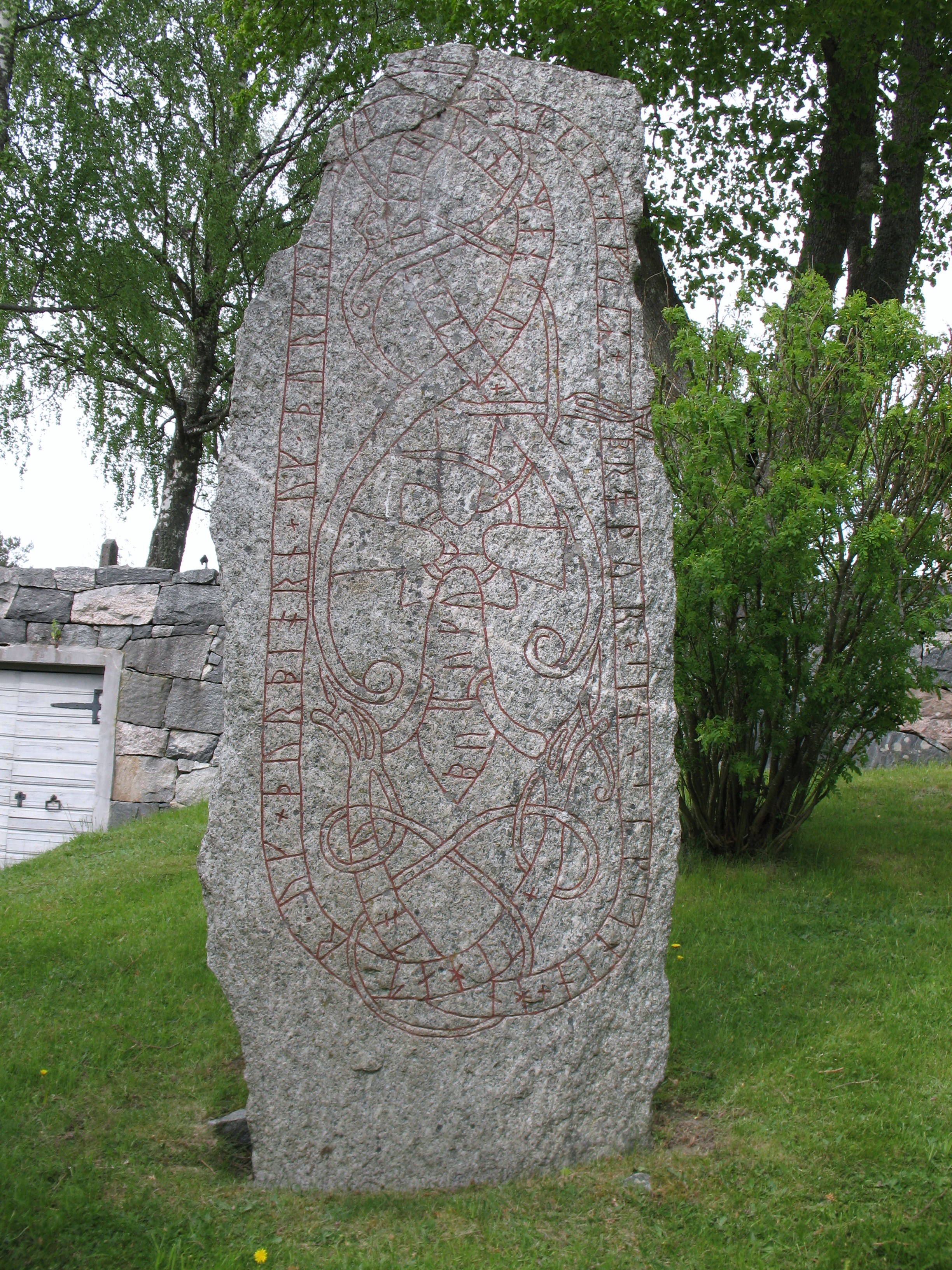
U 180.

Questa pietra è forse in stile Pr4 e si trova presso la chiesa di Össeby-Garn. Fu incisa dal maestro runico Visäte. La pietra commemora un uomo che morì a Viborg, Jutland, o a Vyborg, Carelia. Parte del testo scritto, "egli morì a Véborg" è scritta sulla croce del disegno, il che potrebbe indicare che Sigsteinn avrebbe ricevuto un trattamento funebre cristiano.
Traslitterazione latina:
+ sihatr * uk + þurbiorn + uk * þurkri(m) + uk * erinmontr '× litu × reisn + stein + aftiR + broþur + sin + sikstnin + hn to i uib(u)(r)kum
Trascrizione in lingua norrena:
Sighvatr ok Þorbiorn ok ÞorgrimR ok Ærinmundr letu ræisa stæin æftiR broður sinn Sigstæin. Hann do i Viborgum.
Traduzione in inglese:
"Sighvatr and Þorbjôrn and Þorgrímr and Erinmundr had the stone raised in memory of their brother Sigsteinn. He died in Véborg."
Traduzione in italiano:
"Sighvatr e Þorbjôrn e Þorgrímr e Erinmundr eressero questa pietra in memoria del fratello Sigsteinn. Egli morì a Véborg"

### U 214

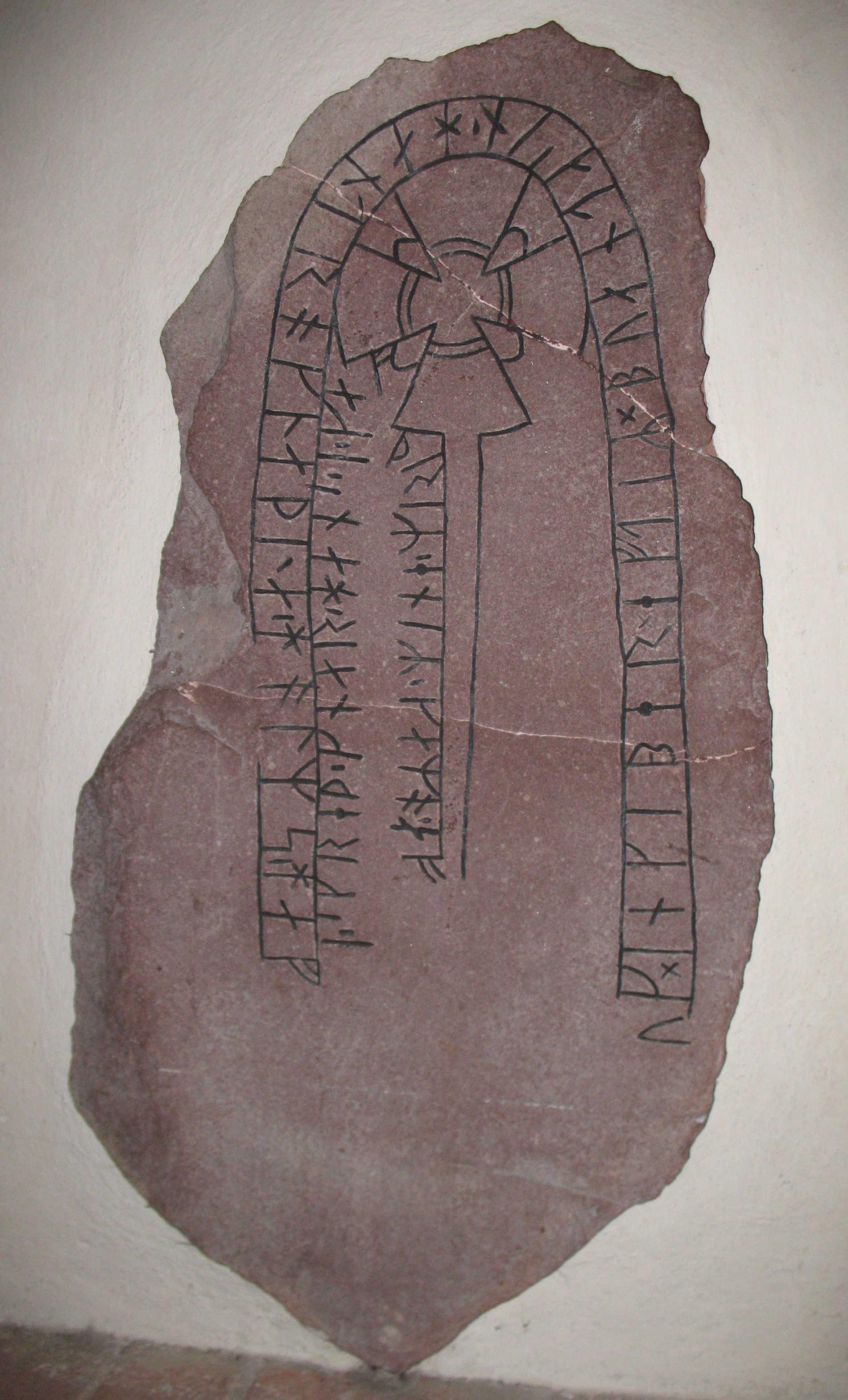
U 214.

Questa pietra risale al 1100 circa, ed è in stile RAK. Si trova nel muro del porticato della chiesa di Vallentuna. La U 215 contiene la prima parte del messaggio. Le pietre furono scolpite in memoria di un uomo affogato nel mare di Holmr, ma i runologi sono divisi riguardo all'interpretazione del significato. Secondo l'idea proposta da Jansson indica il "mare Novgorodiano" e fa riferimento al Golfo di Finlandia. LA pietra rappresenta la prima dimostrazione svedese di una rima, mentre il primo reperto di questo tipo in lingua norrena è la Höfuðlausn composra da Egill Skallagrímsson.
Traslitterazione latina:
... uk × inkiber × eftiR × buanta × sin ' han ' troknaþi ÷ a ' holms ' hafi ' skreþ ' knar ' hans ' i ' kaf þriR ' eniR ' kamo ' af
Trascrizione in lingua norrena:
... ok Ingebærg æftiR boanda sinn. Hann drunknaði a Holms hafi, skræið knarr hans i kaf, þriR æiniR kvamu af.
Traduzione in inglese:
"... and Ingibjôrg in memory of her husbandman. He drowned in Holmr's sea - his cargo-ship drifted to the sea-bottom - only three came out (alive)."
Traduzione in italiano:
"... e Ingibjôrg in memoria del marito. Egli annegò nel mare di Holmr - la sua nave-cargo finì sul fondo del mare - solo in tre uscirono (vivi)."

### U 346

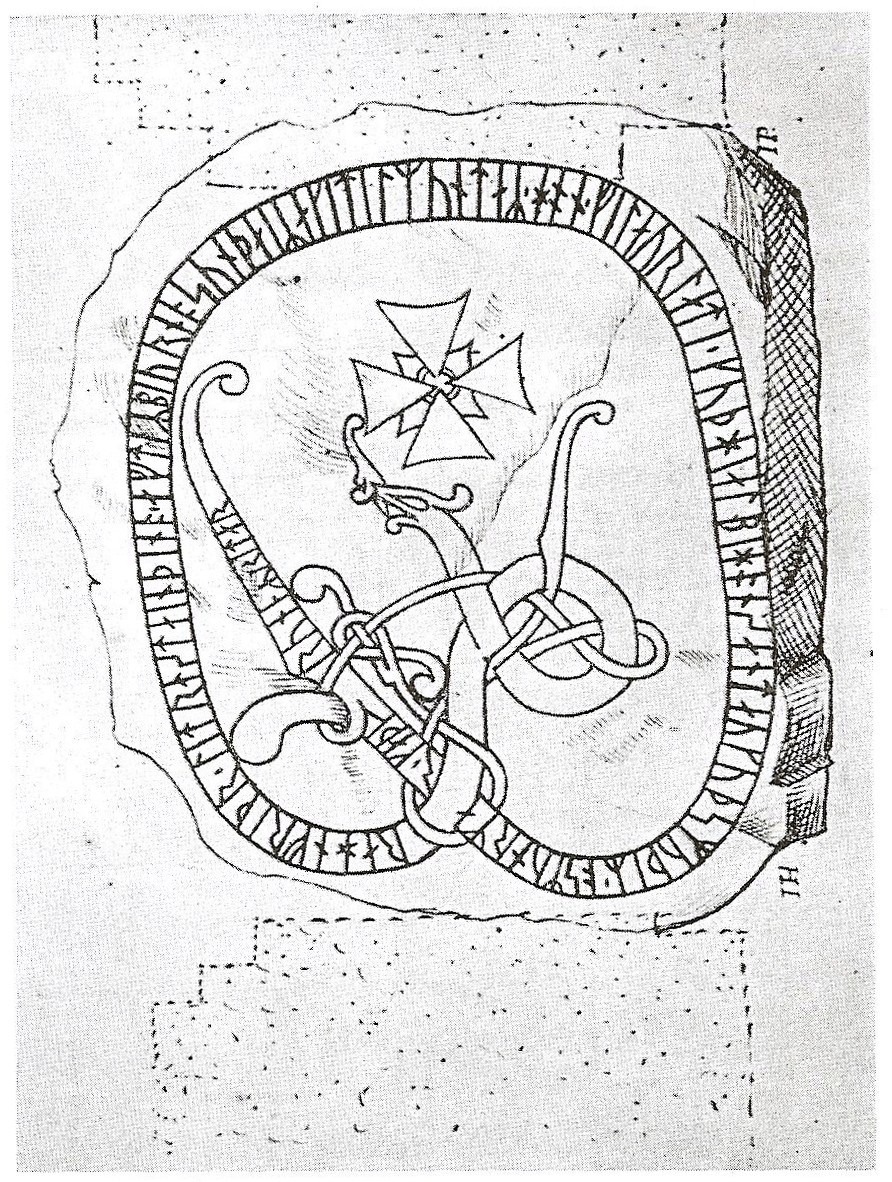
La pietra runica U 346 in un disegno del XVII secolo

Questa pietra è scomparsa, ma si trovava presso la chiesa di Frösunda. Fu scolpita dal maestro Åsmund Kåresson in stile Pr3-Pr4, e fu eretta in memoria di un uomo morto a Virland. Contiene lo stesso messaggio della U 356.
Traslitterazione in latino:
[rahnfriþr * lit rt stain þino ' aftiR biurno sun þaiRa kitilmuntaR ' hon ' fil a urlati ' kuþ hialbi hons ant auk||kuþs muþiR ' osmunr mar'kaþi runaR ritar]
Trascrizione in lingua norrena:
Ragnfriðr let retta stæin þenna æftiR Biorn, sun þæiRa KætilmundaR. Hann fell a Virlandi. Guð hialpi hans and ok Guðs moðiR. Asmundr markaði runaR rettaR.
Traduzione in inglese:
"Ragnfríðr had this stone erected in memory of Bjôrn, her son and Ketilmundr's. He fell in Virland. May God and God's mother help his spirit. Ásmundr marked the right runes."
Traduzione in italiano:
"Ragnfríðr fece erigere questa pietra in memoria di Bjôrn, figlio suo e di Ketilmundr. Egli cadde in Virland. Possa Dio e la madre degli dei aiutare il suo spirito. Ásmundr scrisse le rune corrette."

### U 356

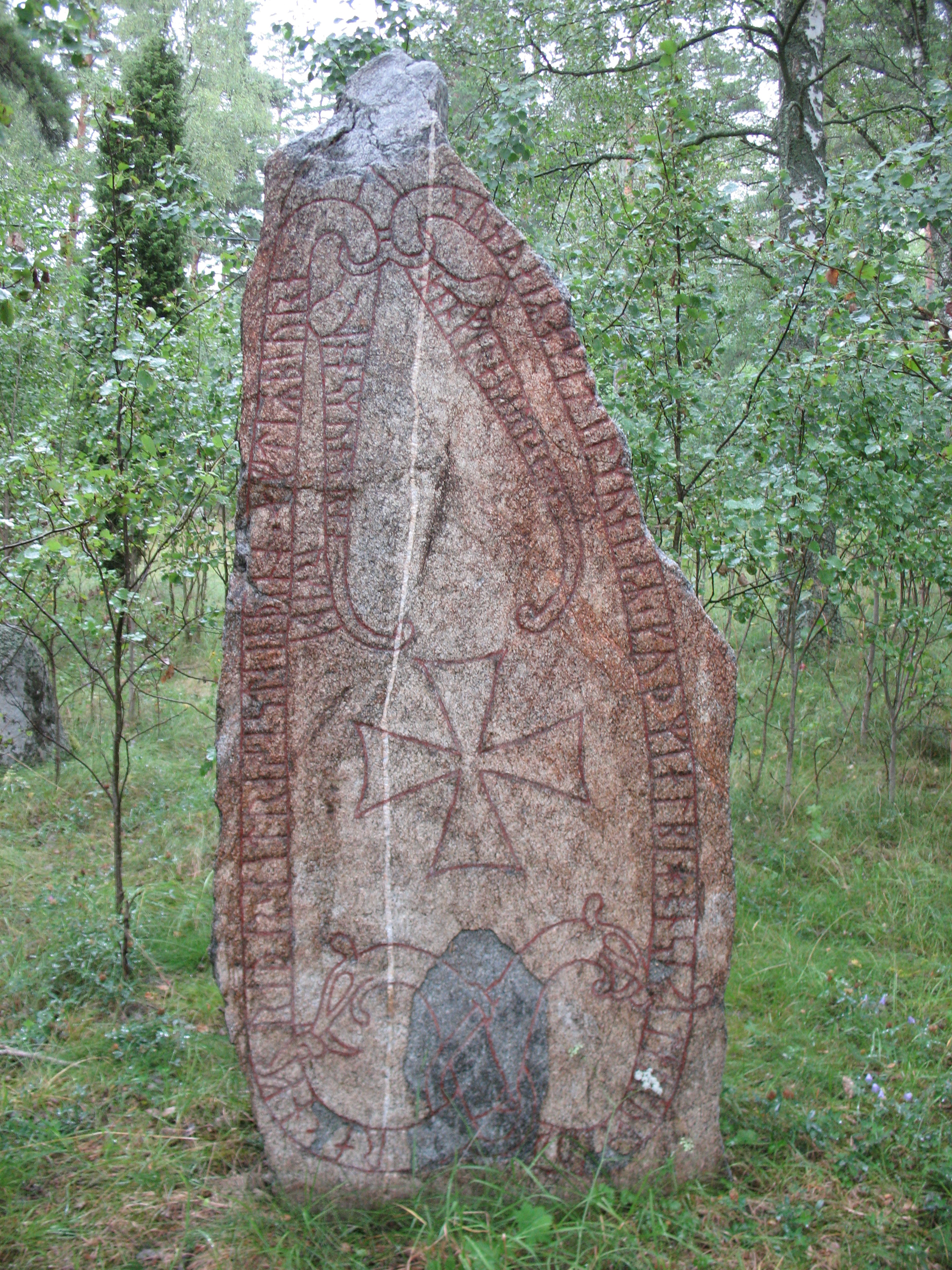
U 356.

Questa pietra in stile Pr3 si trova a Ängby. Fu scolpita dal maestro Åsmund Kåresson per una signora in memoria del figlio morto in Virland. Contiene lo stesso messaggio della U 346.
Traslitterazione latina:
ra(h)nfriþr ' lit rasa stain þino ' aftiR biurn * sun þaiRa * kitilmun(t)aR ' kuþ mialbi hons (a)nt auk| |kuþs (m)uþiR hon fil a uirlanti * in osmuntr markaþi
Trascrizione in norreno:
Ragnfriðr let ræisa stæin þenna æftiR Biorn, sun þæiRa KætilmundaR. Guð hialpi hans and ok Guðs moðiR. Hann fell a Virlandi. En Asmundr markaði.
Traduzione in inglese:
"Ragnfríðr had this stone raised in memory of Bjôrn, her son and Ketilmundr's. May God and God's mother help his spirit. He fell in Virland. And Ásmundr marked."
Traduzione in italiano:
"Ragnfríðr fece erigere questa pietra in memoria di Bjôrn, figlio suo e di Ketilmundr. Egli cadde in Virland. Possa Dio e la madre degli dei aiutare il suo spirito. Ásmundr scrisse le rune corrette."

### U 439

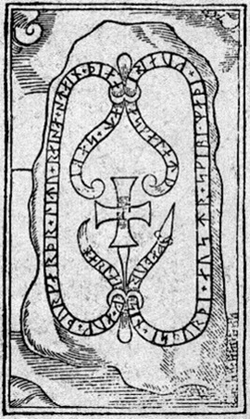
Disegno di Johannes Bureus, prima della scomparsa della pietra.

Questa pietra in stile Fp è una delle pietre runiche di Ingvar. Si trovava presso il palazzo Steninge, ma si è persa. Johannes Bureus, uno dei più importanti runologi svedesi, visitò Steninge l'8 maggio 1595, disegnandone il contenuto. Solo 50 anni dopo scomparve e, in una lettera scritta nel 1645, si dice che venne usata per la costruzione di un nuovo molo. L'iscrizione conteneva un poena in lingua norrena.
Traslitterazione latina:
[harlaif × auk × þurkarþr × litu × raisa × stain × þina at × sabi faþur sin × is||sturþi × austr × skibi × maþ ikuari a/a| |askalat-/skalat-]
Trascrizione in lingua norrena:
Hærlæif ok Þorgærðr letu ræisa stæin þenna at Sæbiorn, faður sinn. Es styrði austr skipi með Ingvari a Æistaland(?)/Særkland[i](?).
Traduzione in inglese:
"Herleif and Þorgerðr had this stone raised in memory of Sæbjôrn, their father, who steered a ship east with Ingvarr to Estonia(?)/Serkland(?)."
Traduzione in italiano:
"Herleif e Þorgerðr eressero questa pietra in memoria di Sæbjôrn, loro padre, il quale guidò una nave verso est con Ingvarr fino in Estonia(?)/Serkland(?)."

### U 533

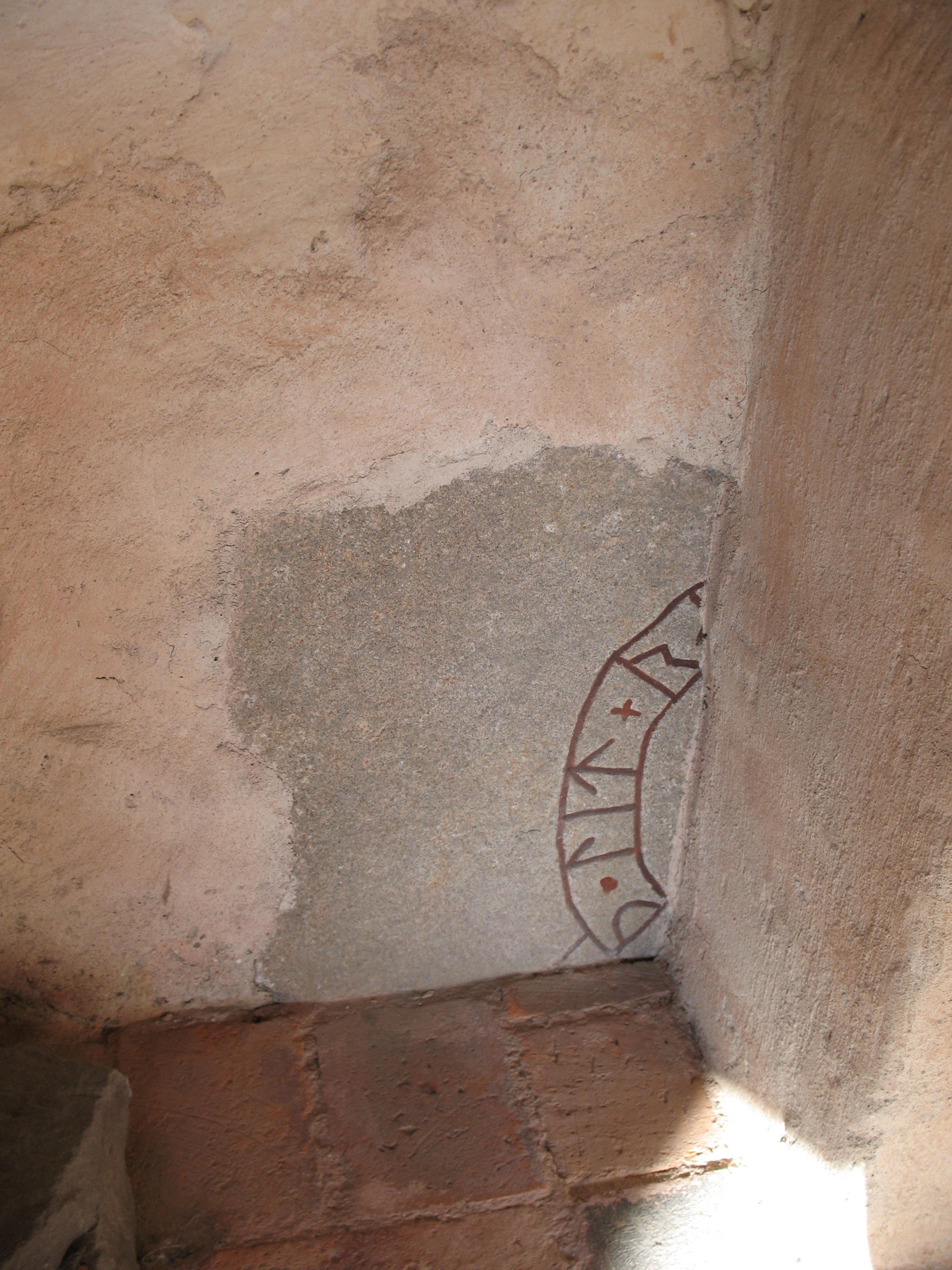
U 533.

Questa pietra si trova nel muro del porticato della chiesa di Roslags-Bro. È in stile Pr1, e fu eretta in memoria di un uomo morto in Virland (in Estonia). Lo stile dimostra che fu creata dal maestro runico Torbjörn Skald.
Traslitterazione latina:
* sigruþ * lit + raisa * stain * eftir + anunt * sun * sin * han uas ' tribin + a + uirlanti
Trascrizione in lingua norrena:
Sigruð let ræisa stæin æftiR Anund, sun sinn. Hann vas drepinn a Virlandi.
Traduzione in inglese:
"Sigþrúðr had the stone raised in memory of Ônundr, her son. He was killed in Virland."
Traduzione in italiano:
"Sigþrúðr eresse questa pietra in memoria di Ônundr, suo figlio. Egli fu ucciso in Virland."

### U 582

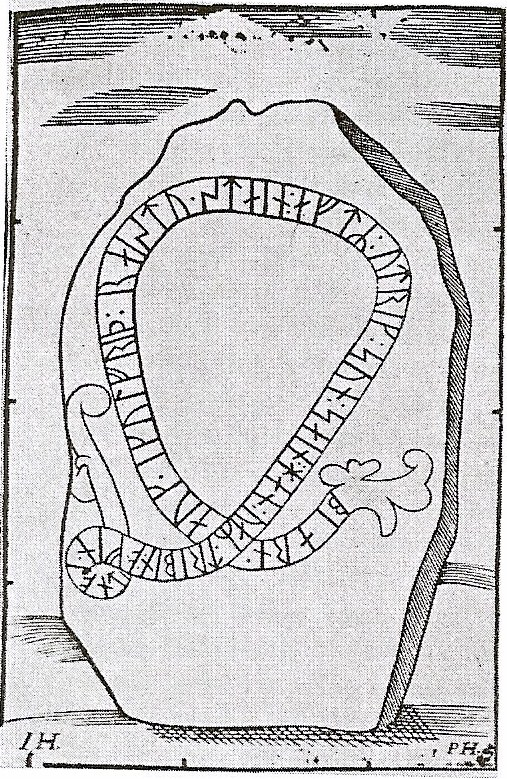
La pietra runica U 582 in un disegno del XVII secolo

Questa pietra scomparve ma si trovava presso la chiesa di Söderby-Karl. Era probabilmente in stile Pr1 e commemorava un figlio morto in quella che veniva chiamata Finlandia. In quel periodo, il termine Finlandia faceva riferimento alla parte sud-occidentale dell'attuale Finlandia.
Traslitterazione latina:
[biarn huk * ikulfriþ : raistu : stain : aftR : utrik : sun : sain * han * uaR : tribin : o * fin*lonti]
Trascrizione in lingua norrena:
Biorn ok Igulfrið ræistu stæin æftiR Otrygg, sun sinn. Hann vaR drepinn a Finnlandi.
Traduzione in inglese:
"Bjôrn and Ígulfríðr raised the stone in memory of Ótryggr, their son. He was killed in Finland."
Traduzione in italiano:
"Bjôrn e Ígulfríðr eressero la pietra in memoria di Ótryggr, loro figlio. Egli fu ucciso in Finlandia."

### U 698

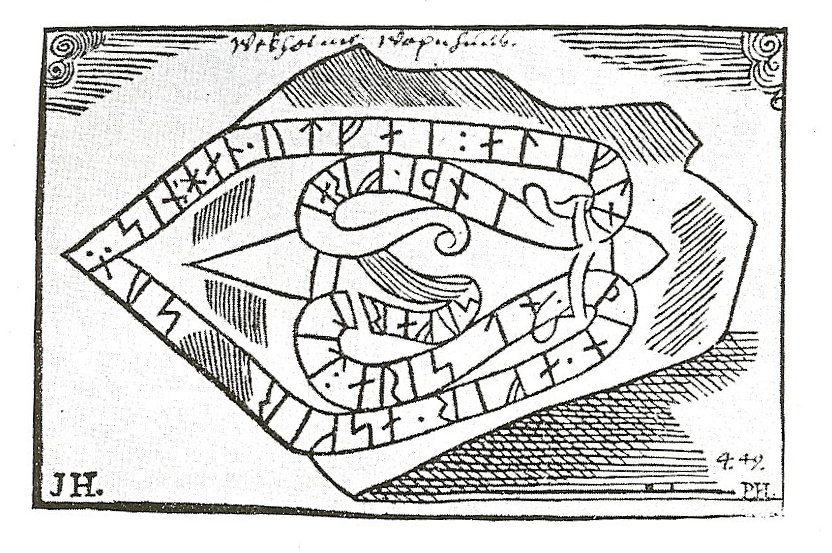
La pietra runica U 698 in un disegno del XVII secolo.

Questa pietra scomparve, ma si trovava presso la chiesa di Veckholm. Era in stile Pr2-Pr3. L'iscrizione era considerata di difficile lettura, ma faceva riferimento ad un uomo morto in Livonia, probabilmente durante una spedizione guidata da Freygeirr.
Traslitterazione latina:
P [sufar lit : aristn * þin * afir * askir sun : sin : han * ut fai : a liflai|n|þ|i| |i| |i|n|þ|i * frai...]
Q [sufar lit : aristn * þin * afir * askir sun : sin : han * ut fai : a liflai|n|þ| i| |i|n|þ|i * frai...]
Trascrizione in lingua norrena:
P <sufar> let ræisa stæin æftiR AsgæiR, sun sinn. Hann uti fioll a Liflandi i liði Frøy[gæiRs](?).
Q <sufar> let ræisa stæin æftiR AsgæiR, sun sinn. Hann ut fioll a Lifland i liði Frøy[gæiRs](?).
Traduzione in inglese:
"<sufar> had the stone raised in memory of Ásgeirr, his son. He fell in Lífland, abroad in Freygeirr's(?) retinue."
Traduzione in italiano:
"<sufar> eresse la pietra il memoria di Ásgeirr, suo figlio. Egli morì in Lífland, al seguito di Freygeirr(?)."

## Södermanland

### Sö 39

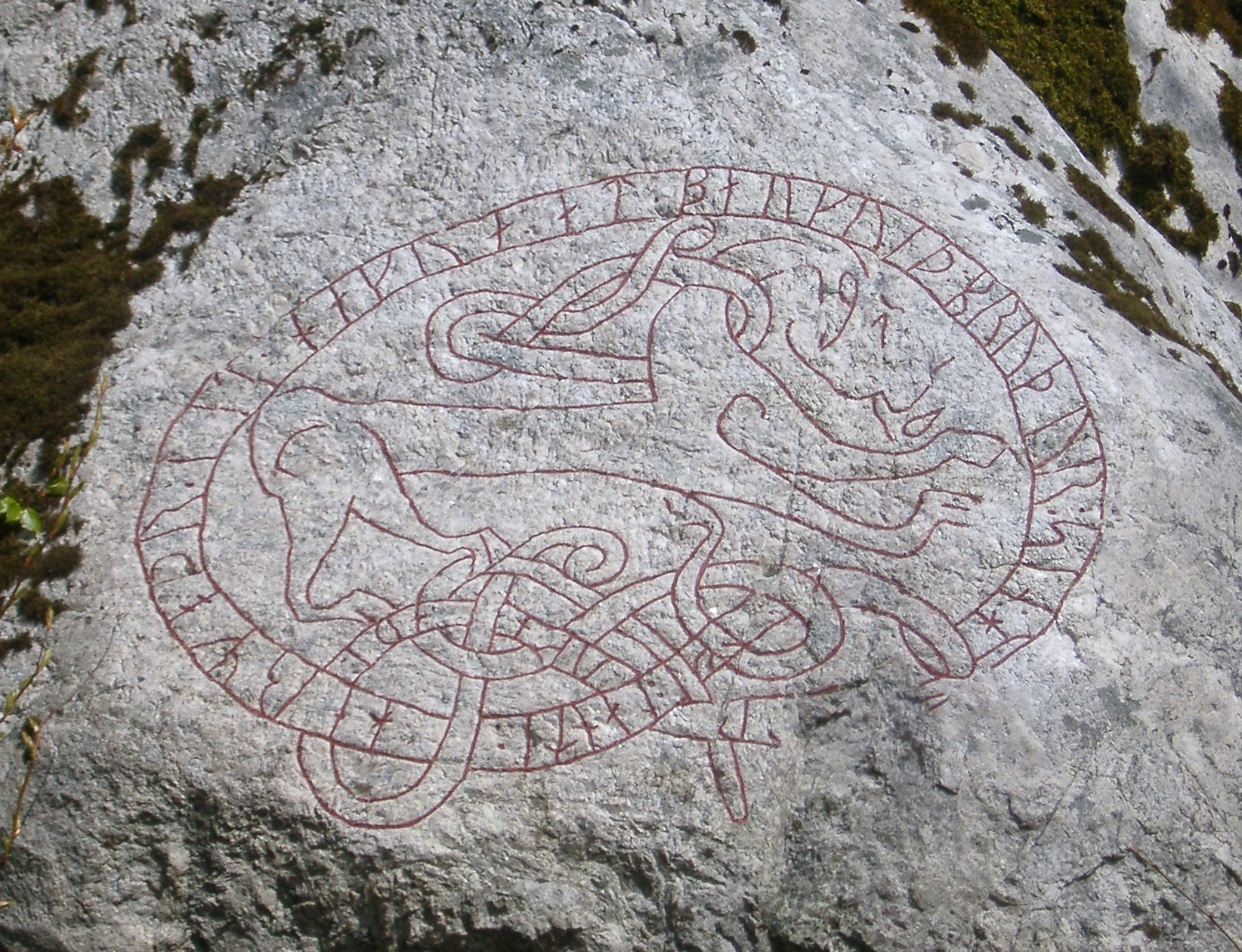
Sö 39.

Si tratta di un'iscrizione situata ad Åda. È in stile Pr3 e commemora un fratello annegato in Livonia.
Traslitterazione latina:
: hermoþr : lit : hagua : at : barkuiþ : bruþur : sin : h[an] trukn-þi : [a] lf:lanti :
Trascrizione in lingua norrena:
Hærmoðr let haggva at Bergvið/Barkvið, broður sinn. Hann drunkn[a]ði a Liflandi.
Traduzione in inglese:
"Hermóðr had (the rock) cut in memory of Bergviðr/Barkviðr, his brother. He drowned in Lífland."
Traduzione in italiano:
"Hermóðr la fece (la pietra) incidere in memoria di Bergviðr/Barkviðr, suo fratello. Egli annegò in Lífland."

### Sö 198

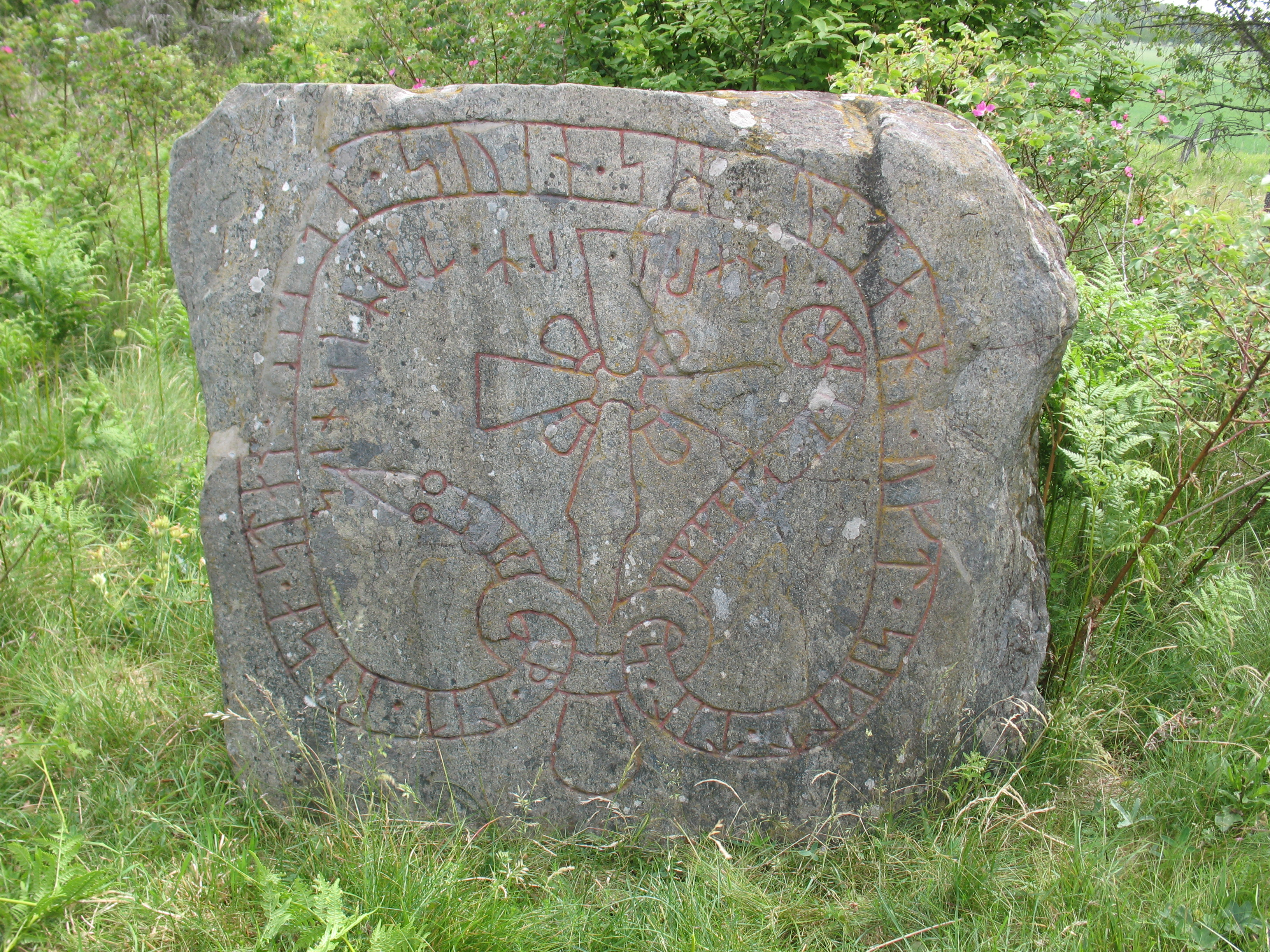
Sö 198.

Questa pietra in stile Fp si trova a Mervalla, sull'isola di Selaön nel lago Mälaren. Fu eretta in memoria di un uomo che solitamente guidava un importante knarr fino a Semgallia e che oltrepassava Cape Kolka (Dómisnes). A nord del capo si trova una lunga barriera sommersa che probabilmente causò molti problemi ai navigatori del tempo, e per questo, probabilmente, Sigríðr volle far sapere ai posteri che il marito oltrepassò numerose volte quel punto. L'espressione dyrum knærri ("importante knarr") appare anche in una famosa stanza scritta dall'islandese Egill Skallagrímsson. Egill scrisse che la madre gli promise una nave veloce in modo che egli potesse navigare con i Vichinghi e
| standa upp í stafni stýra dýrum knerri | Stare a poppa, Governare un grande vascello, |  |

Traslitterazione latina:
siriþ * lit * resa * stan * [þin](a) [*] (a)(t) * suen * sin * [b]unta * h[n] * uft * siklt * til * simk(a)(l)(a) * t(u)ru[m] * knari * um * tumisnis
Trascrizione in lingua norrena:
Sigrið let ræisa stæin þenna at Svæin, sinn bonda. Hann oft siglt til Sæimgala, dyrum knærri, um Domisnæs.
Traduzione in inglese:
"Sigríðr had this stone raised in memory of Sveinn, her husbandman. He often sailed a valued cargo-ship to Seimgalir, around Dómisnes."
Traduzione in italiano:
"Sigríðr eresse questa pietra in memoria di Sveinn, suo marito. Egli spesso guidò un importante knarr fino a Seimgalir, attorno a Dómisnes."

## Gästrikland

### Gs 13

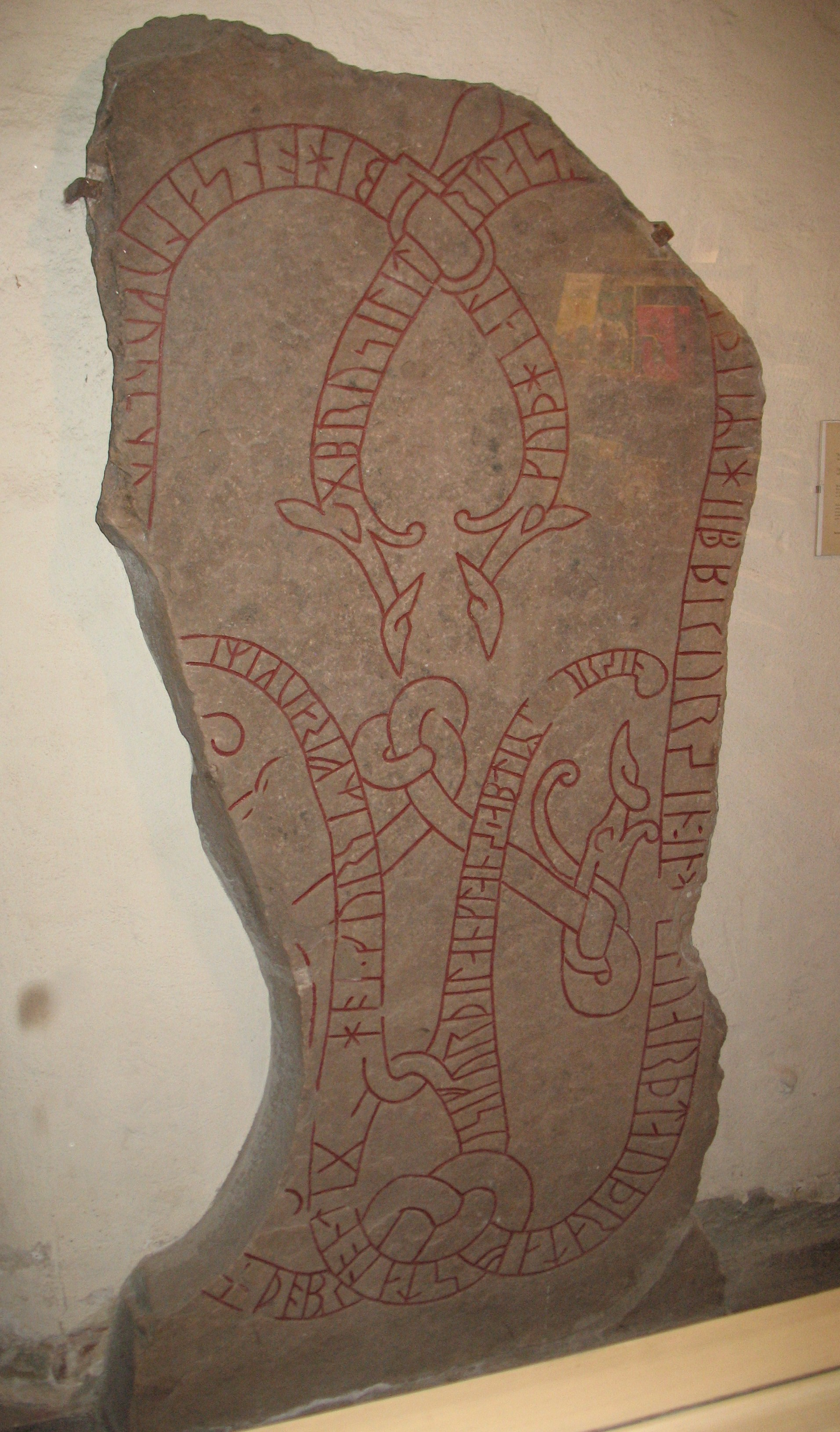
Gs 13.

Questa pietra in arenaria è stata trovata nella chiesa della santa trinità di Gävle. È in stile Pr2 e commemora un fratello di nome Egill il quale morì in Tavastia. Åsmund Kåresson fu uno dei mastri runici che ci lavorò. Egill probabilmente morì in una spedizione di leidang guidata da Freygeirr.
Traslitterazione latina:
× brusi lit rita s-... ... [(a)]b--R (i)h(i)(l) brur sin : in h-n uarþ tauþr a tafstalonti × þo brusi furþi lank lans ' abtiR [br](u)r sin h(o)[n] fur (m)iR fraukiRi kuþ hialbi hons| |salu| |uk| |kuþ(s) (m)(u)[þiR ' suain ' uk osmunrt ' þaiR markaþu] +
Trascrizione in lingua norrena:
Brusi let retta s[tæin þenna] æf[ti]R Ægil, broður sinn. En h[a]nn varð dauðr a Tafæistalandi, þa Brusi førði læiðang(?) lands æftiR broður sinn. Hann for meðr FrøygæiRi. Guð hialpi hans salu ok Guðs moðiR. Svæinn ok Asmundr þæiR markaðu.
Traduzione in inglese di Sven B.F Jansson 1981:
"Brúsi had this stone erected in memory of Egill, his brother. And he died in Tafeistaland, when Brúsi brought (= led?) the land's levy(?) (= army) in memory of , his brother. He travelled with Freygeirr. May God and God's mother help his soul. Sveinn and Ásmundr, they marked."
Traduzione in inglese di Henrik Williams 2005:
"Brúsi had this stone erected in memory of Egill, his brother. And he died in Tafeistaland, when Brúsi bore long-spear (=battle standard) after his brother. He travelled with Freygeirr. May God and God's mother help his soul. Sveinn and Ásmundr, they marked."
Traduzione in italiano:
"Brúsi eresse questa pietra in memoria di Egill, suo fratello. Egli morì in Tafeistaland, quando Brúsi usò una lancia lunga in onore del fratello. Egli viaggiò con Freygeirr. Possa Dio e la madre degli dei aiutare la sua anima. Sveinn ed Ásmundr, scrissero."

## Västergötland

### Vg 181

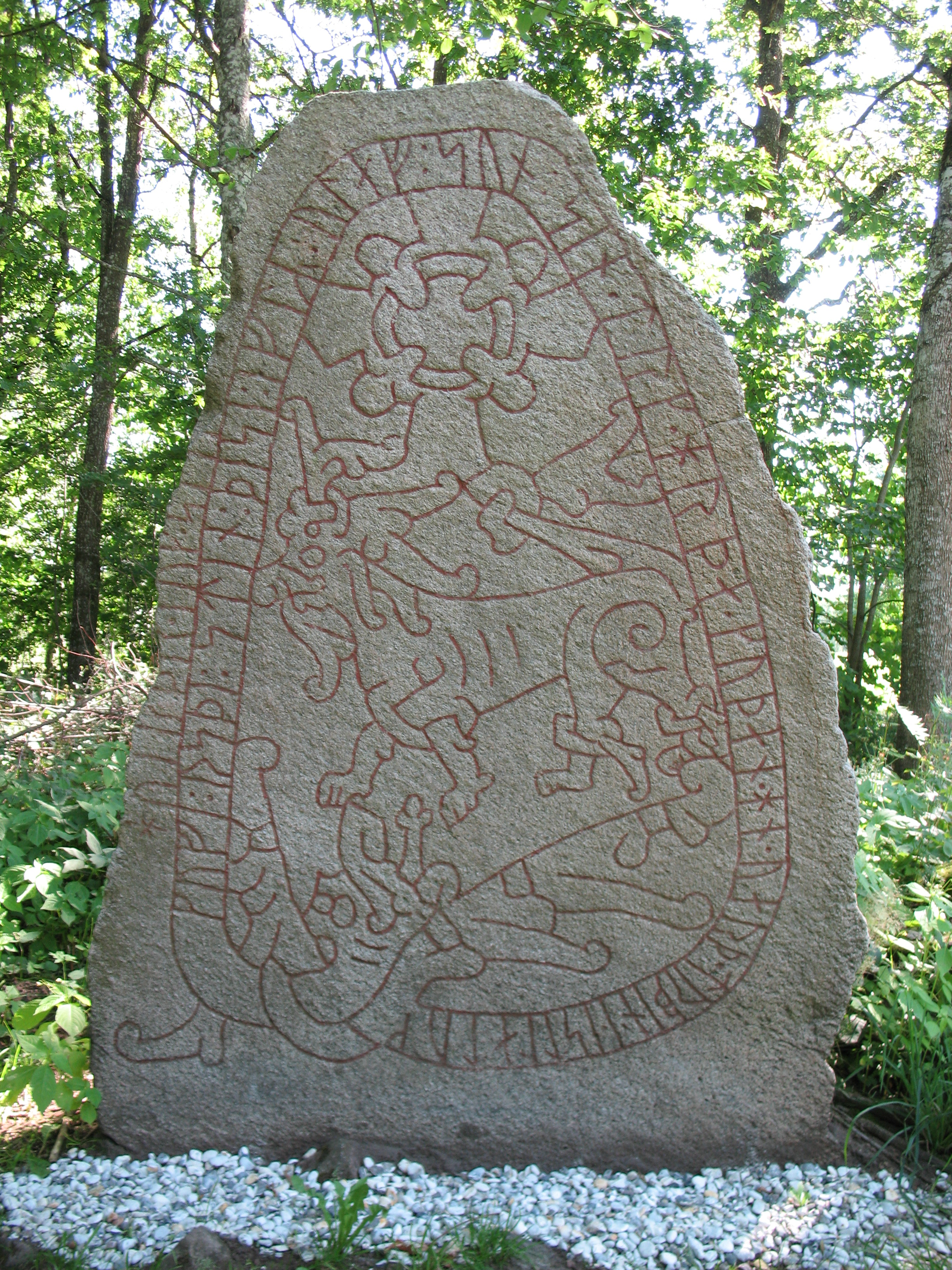
Vg 181.

Questa pietra in stile Pr1 si trova a Frugården. Fu eretta in memoria di un uomo morto in Estonia.
Traslitterazione latina:
kufi : rsþi : stin : þesi : eftR : ulaf : sun : sin * trk * hrþa * kuþan * hn * uarþ * trbin * i * estlatum * hu(a)rþ(r) * iuk * s---
Trascrizione in lingua norrena:
Gufi ræisti stæin þennsi æftiR Olaf, sun sinn, dræng harða goðan. Hann varð drepinn i Æistlandum. Havarðr(?) hiogg s[tæin].
Traduzione in inglese:
"Gufi raised this stone in memory of Ólafr, his son, a very good valiant man. He was killed in Estonia. Hávarðr(?) cut the stone."
Traduzione in italiano:
"Gufi eresse questa pietra in memoria di Ólafr, suo figlio, un uomo molto valoroso. Egli fu ucciso in Estonia. Hávarðr(?) incise la pietra."

## Gotland

### G 135

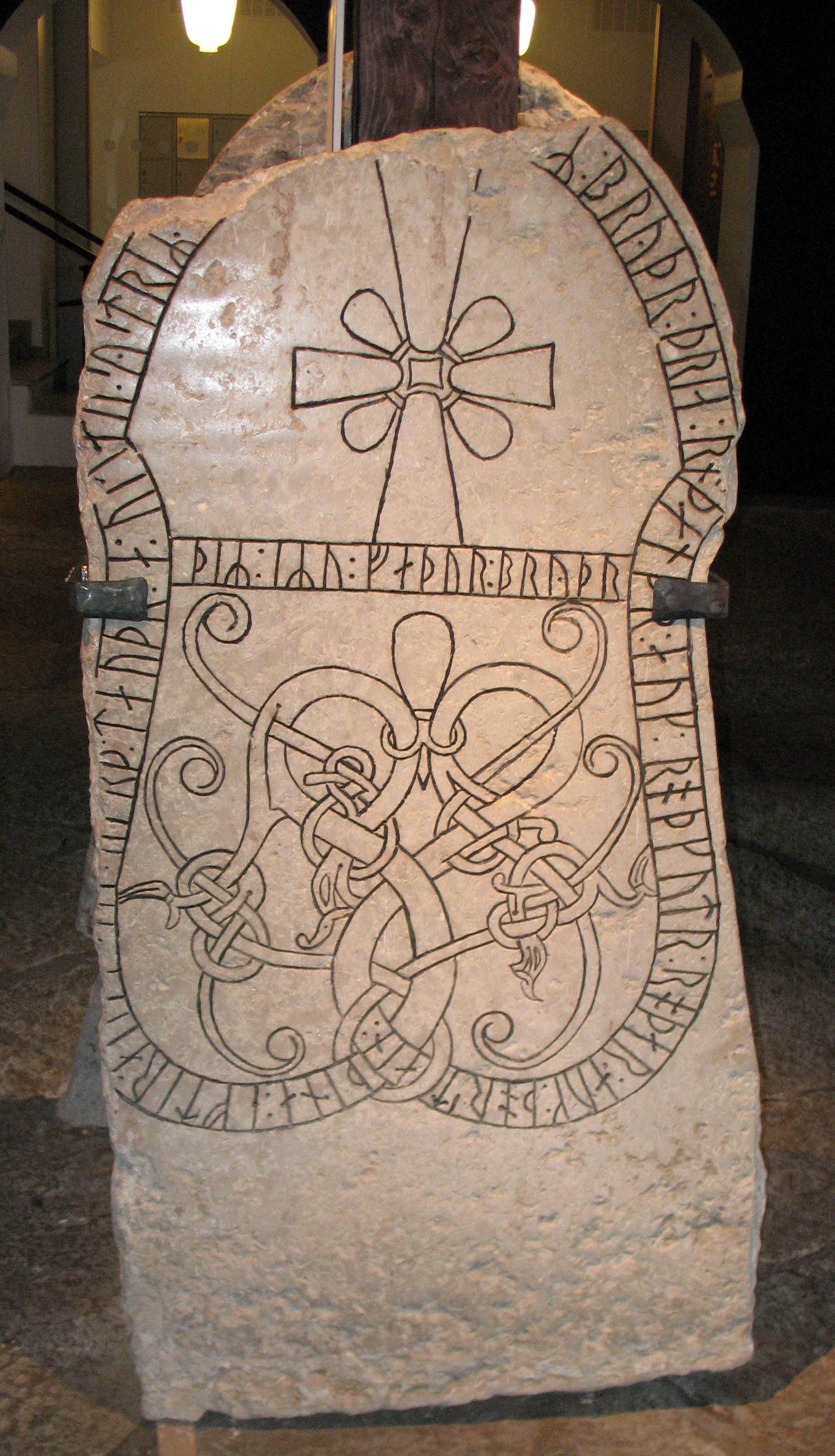
G 135.

Questa pietra, originariamente situata a Sjonhems, parla della stessa famiglia della G 134 e della G 136, e fu eretta in memoria di un uomo morto a Vindau (Ventspils, Lettonia).
Traslitterazione latina:
þina : eftir : a(i)--- : --- : --rþ : tauþr : a : ui(t)au : systriR : [tuaR] ...-R : bryþr : þria : roþanþr : auk : roþkutr : roþar : auk : þorstain : þiR : iRu : faþur:bryþr
Trascrizione in lingua norrena:
Þenna æftiR Æi... ... [va]rð dauðr a Vindau/Vindö. SystriR tvaR ... brøðr þria. Hroðvaldr(?) ok Hroðgautr, Hroðarr ok Þorstæinn, þæiR eRu faðurbrøðr.
Traduzione in inglese:
"This (one) in memory of Ei-... (who) died at Vindey/Vindö. Two sisters ... three brothers. Hróðvaldr(?) and Hróðgautr, Hróðarr and Þorsteinn, they are the father's brothers."
Traduzione in italiano:
"Questa in memoria di Ei-... (il quale) morì a Vindey/Vindö. Due sorelle... tre fratelli. Hróðvaldr(?) e Hróðgautr, Hróðarr e Þorsteinn, sono i fratelli del padre."

### G 319

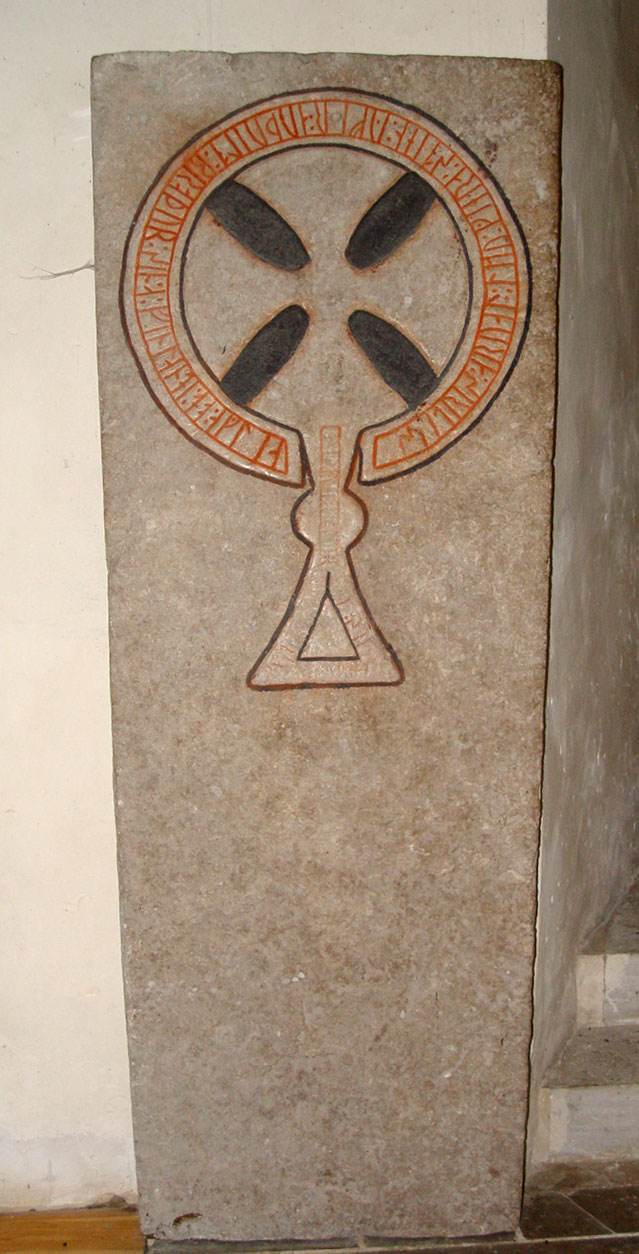
G 319.

Questa è un'iscrizione runica rinvenuta su una tomba datata all'inizio del XIII secolo. Si trova nella chiesa di Rute e commemora un uomo morto in Finlandia.
Traslitterazione latina:
si[h]tris : aruar[r] : litu : giera : st[a]en : yfir : auþu-l- : broþur : sin : a : finlandi : do : aglia...
Trascrizione in lingua norrena:
Sigtryggs(?) arfaR letu gæra stæinn yfiR Auðv[a]l[d](?), broður sinn, a Finnlandi do <aglia...>.
Traduzione in inglese:
"Sigtryggr's(?) heirs had the stone made over Auðvaldr(?), their brother, who died in Finland ..."
Traduzione in italiano:
"Gli eredi di Sigtryggr(?) fecero erigere questa pietra per Auðvaldr(?), loro fratello, morto in Finlandia ..."